# Placoclytus championi
Placoclytus championi är en skalbaggsart som först beskrevs av Bates 1885.  Placoclytus championi ingår i släktet Placoclytus och familjen långhorningar.
Artens utbredningsområde är:
- Guatemala.
- Honduras.

Inga underarter finns listade i Catalogue of Life.